# Wahlbezirk Österreich unter der Enns 55
Der Wahlbezirk Österreich unter der Enns 55 war ein Wahlkreis für die Wahlen zum Abgeordnetenhaus im österreichischen Kronland Österreich unter der Enns. Der Wahlbezirk wurde 1907 mit der Einführung der Reichsratswahlordnung geschaffen und bestand bis zum Zusammenbruch der Habsburgermonarchie.

## Geschichte
Nachdem der Reichsrat im Herbst 1906 das allgemeine, gleiche, geheime und direkte Männerwahlrecht beschlossen hatte, wurde mit 26. Jänner 1907 die große Wahlrechtsreform durch Sanktionierung von Kaiser Franz Joseph I. gültig. Mit der neuen Reichsratswahlordnung schuf man insgesamt 516 Wahlbezirke, wobei mit Ausnahme Galiziens in jedem Wahlbezirk ein Abgeordneter im Zuge der Reichsratswahl gewählt wurde. Der Abgeordnete musst sich dabei im ersten Wahlgang oder in einer Stichwahl mit absoluter Mehrheit durchsetzen. Der Wahlkreis Österreich unter der Enns 55 umfasste die Gerichtsbezirke Zistersdorf und Feldsberg, wobei die zum Wahlbezirk 38 gehörenden Gemeinden Zistersdorf und Feldsberg vom Wahlbezirk ausgenommen waren.
Aus der Reichsratswahl 1907 ging Josef Wille (Christlichsoziale Partei) als Sieger im ersten Wahlgang hervor. Bei der Reichsratswahl 1911 konnte er sein Mandat erfolgreich verteidigen.

## Wahlen

### Reichsratswahl 1907
Die Reichsratswahl 1907 wurde am 14. Mai 1907 (erster Wahlgang) durchgeführt. Die Stichwahl entfiel auf Grund der absoluten Mehrheit von Josef Wille im ersten Wahlgang.
| Kandidat                                                                     | Partei                             | Wahlkreis- stimmen | Stimmen- anteil |
| ---------------------------------------------------------------------------- | ---------------------------------- | ------------------ | --------------- |
| Josef Wille                                                                  | Christlichsoziale Partei           | 4693               | 53,0 %          |
| J. Heß                                                                       | Christlichsozialer Kandidat        | 2581               | 29,1 %          |
| Josef Türk                                                                   | Sozialdemokratische Arbeiterpartei | 1350               | 15,2 %          |
|                                                                              | Tschechischer Kandidat             | 187                | 2,1 %           |
| Sonstige                                                                     |                                    | 51                 | 0,6 %           |
| Wahlberechtigte: 9316, Ungültige/Leere Stimmen: 120, Wahlbeteiligung: 96,4 % |                                    |                    |                 |

### Reichsratswahl 1911
Die Reichsratswahl 1911 wurde am 13. Juni 1911 (erster Wahlgang) durchgeführt. Die Stichwahl entfiel auf Grund der absoluten Mehrheit von Josef Wille im ersten Wahlgang.
| Kandidat                                                                     | Partei                             | Wahlkreis- stimmen | Stimmen- anteil |
| ---------------------------------------------------------------------------- | ---------------------------------- | ------------------ | --------------- |
| Josef Wille                                                                  | Christlichsoziale Partei           | 5955               | 70,2 %          |
| Eberhard Heider                                                              | Sozialdemokratische Arbeiterpartei | 1208               | 14,2 %          |
| Hasitschka                                                                   | Deutscher Hauer- und Bauernverein  | 1154               | 13,6 %          |
| Sonstige                                                                     |                                    | 162                | 1,9 %           |
| Wahlberechtigte: 9346, Ungültige/Leere Stimmen: 371, Wahlbeteiligung: 94,7 % |                                    |                    |                 |